# István Kausz
István Kausz (ur. 18 sierpnia 1932 w Budapeszcie, zm. 3 czerwca 2020 tamże) – węgierski szpadzista, złoty medalista olimpijski i wielokrotny medalista mistrzostw świata.
Na igrzyskach olimpijskich w Rzymie w 1960 roku był czwarty w zawodach drużynowych, a w turnieju indywidualnym odpadł w półfinałach. Na rozgrywanych cztery lata później igrzyskach olimpijskich w Tokio w 1964 roku Węgrzy w składzie: Győző Kulcsár, Zoltán Nemere, Tamás Gábor, István Kausz i Árpád Bárány zwyciężyli w zawodach drużynowych. Indywidualnie tym razem odpadł w ćwierćfinale.
Podczas mistrzostw świata w Paryżu w 1957 roku wspólnie z Lajosem Balthazárem, Árpádem Báránym, Barnabásem Berzsenyim, Ferencem Czvikovszkym i Tamásem Gáborem zdobył srebrny medal w zawodach drużynowych. W tej samej konkurencji Węgrzy z Kauszem w składzie zdobywali następnie złoty medal na mistrzostwach świata w Budapeszcie (1959), srebrne podczas mistrzostw świata w Filadelfii (1958) i mistrzostw świata w Buenos Aires (1962) oraz brązowy na mistrzostwach świata w Gdańsku (1963). Ponadto wywalczył też złoty medal indywidualnie na mistrzostwach świata w Buenos Aires w 1962 roku.
Był mistrzem Węgier: indywidualnie w 1957 roku oraz w drużynie w latach 1961–1964, 1966 i 1969.
Po zakończeniu kariery ukończył medycynę i pracował jako lekarz w Centralnej Szkole Sportowej, a następnie jako lekarz reprezentacji Węgier w pływaniu.